# Isle of Man TT 1949
Isle of Man TT 1949 je bila prva dirka motociklističnega prvenstva v sezoni 1949. Potekala je na dirkališču Isle of Man.

## Razred 500 cm3
| Poz | Dirkač           | Moštvo    | Hitrost   | Čas       | Zaostanek |
| --- | ---------------- | --------- | --------- | --------- | --------- |
| 1   | Harold L Daniell | Norton    | 86.93 mph | 3:02:18.6 | + 0:00    |
| 2   | Johnny Lockett   | Norton    | 86.19     | 3:03:52.4 | +1:33.8   |
| 3   | Ernie Lyons      | Velocette | 85.5      | 3:05:22.0 | +3:03.4   |
| 4   | Artie Bell       | Norton    | 83.83     | 3:09:03.0 | +6:44.4   |
| 5   | Syd Jensen       | Triumph   | 83.17     | 3:10:33.0 | +8:14.4   |
| 6   | C. Stevens       | Triumph   | 82.9      | 3:11:01.2 | +8:42.6   |
| 7   | Reg Armstrong    | AJS       | 82.64     | 3:11:46.6 | +9:28.0   |
| 8   | Bill Doran       | AJS       | 82.51     | 3:12:04.4 | +9:45.8   |
| 9   | Harry Hinton     | Norton    | 81.78     | 3:13:47.2 | +11:28.6  |
| 10  | Leslie Graham    | AJS       | 81.64     | 3:14:17.4 | +11:58.8  |

## Razred 350 cm3
| Poz | Dirkač         | Moštvo    | Hitrost   | Čas       | Zaostanek |
| --- | -------------- | --------- | --------- | --------- | --------- |
| 1   | Freddie Frith  | Velocette | 83.15 mph | 3:10:26.0 | + 0:00    |
| 2   | Ernie Lyons    | Velocette | 82.92     | 3:11:08.0 | +42.0     |
| 3   | Artie Bell     | Norton    | 82.62     | 3:11:49.0 | +1:23.0   |
| 4   | Harold Daniell | Norton    | 82.59     | 3:11:52.2 | +1:26.2   |
| 5   | Reg Armstrong  | AJS       | 82.34     | 3:12:28.0 | +2:02.0   |
| 6   | Bob Foster     | Velocette | 82.29     | 3:12:35.2 | +2:09.2   |
| 7   | Johnny Lockett | Norton    | 82.22     | 3:12:45.2 | +2:19.2   |
| 8   | Ted Frend      | AJS       | 81.03     | 3:15:34.8 | +5:08.8   |
| 9   | Eric Briggs    | Velocette | 79.81     | 3:18:34.4 | +8:08.4   |
| 10  | Tommy McEwan   | Velocette | 79.53     | 3:19:17.0 | +8:51.0   |

## Razred 250 cm3
| Poz | Dirkač             | Moštvo       | Hitrost   | Čas       | Zaostanek |
| --- | ------------------ | ------------ | --------- | --------- | --------- |
| 1   | Manliff Barrington | Moto Guzzi   | 77.99 mph | 3:23:13.2 | + 0:00    |
| 2   | Tommy L Wood       | Moto Guzzi   | 77.91     | 3:23:25.8 | +12.6     |
| 3   | Roland Pike        | Rudge        | 72.79     | 3:37:42.6 | +14:29.4  |
| 4   | Ronald Mead        | Mead-Norton  | 72.68     | 3:41:06.6 | +17:53.4  |
| 5   | Sven-Aage Sørensen | Excelsior    | 71        | 3:43:12.0 | +19:58.8  |
| 6   | Ernie Thomas       | Moto Guzzi   | 70.71     | 3:44:08.6 | +20:55.4  |
| 7   | W. Pike            | Rudge        | 69.08     | 3:49:25.2 | +26:12.0  |
| 8   | Len Bayliss        | LB Special   | 68.84     | 3:50:14.0 | +27:00.8  |
| 9   | R. Edwards         | CTS          | 68.61     | 3:50:59.6 | +27:46.4  |
| 10  | Ray Petty          | New Imperial | 68.14     | 3:52:35.0 | +29:21.8  |